# ジェンドゥーバ県
ジェンドゥーバ県（ジェンドゥーバけん、アラビア語：ولاية جندوبة、英語：Jendouba Governorate） は、チュニジアの県である。チュニジアの北に位置し、アルジェリアと国境を接している。人口は417,000人（2004年）、面積は3,102km2。県都はジェンドゥーバである。

## 隣接する県
- ベジャ県
- シリアナ県
- ケフ県
- スーク・アフラース県
- エル・タルフ県